# Église Saint-Symphorien de Saint-Symphorien-les-Buttes
L'église Saint-Symphorien de Saint-Symphorien-les-Buttes est un édifice catholique qui se dresse sur le territoire de l'ancienne commune française de Saint-Symphorien-les-Buttes, dans le département de la Manche, en région Normandie.
L'église est inscrite aux monuments historiques.

## Localisation
L'église est située dans le petit bourg de l'ancienne commune de Saint-Symphorien-les-Buttes, sur la commune de Saint-Amand-Villages, dans le département français de la Manche.

## Historique
L'origine de l'édifice date du XIIe siècle avec son portail et sa nef de style roman mais la charpente est datée de 1532 ; la tour et le clocher sont du XIIIe siècle.
L"église présente trois dalles funéraires près de l'autel où reposent trois membres de la famille des de La Gonnivière.

## Description
Les murs de la nef présentent des appareils en arête-de-poisson, typiques des églises romanes de la région. La charpente présente des traces de polychromie, cette dernière est spécifiquement recensée comme objets mobiliers protégés.

## Protection aux monuments historiques
L'église est inscrite au titre des monuments historiques par arrêté du 6 septembre 1993.